# حب وعذاب (فلم)
حب وعذاب هو فيلم مصري عرض عام 1961، بطولة كمال الشناوي ومها صبري، ومن إخراج حسن الصيفي.

## قصة الفيلم
تدور أحداث الفيلم حول وحيد صفوت (كمال الشناوي) كاتب مسرحي معروف بعلاقاته النسائية المتعددة، يتعرف وحيد على المطربة الصاعدة ليلى (مها صبري)، ويغازلها لكنها تصده ليصمم على الإيقاع بها، ويخفي عنها شخصيته الحقيقة وأنه روائي مشهور، لتتوالى الأحداث في إطار من المواقف الكوميدية.

## طاقم التمثيل
- كمال الشناوي: (وحيد صفوت)
- مها صبري: (ليلى)
- حسن فايق: (حسن خان - خطيب ليلى)
- عبد المنعم إبراهيم: (منعم)
- وداد حمدي: (كازوزة)
- عدلي كاسب: (عم وحيد)
- نجوى سالم: (بنت عم وحيد)
- محمد شوقي
- سلوى محمود: (فايزة)
- زكي إبراهيم: (والد ليلى)
- فايزة عبده
- سيد العربي: (من الفتوات)
- علي المعاون: (من الفتوات)
- عبد المنعم بسيوني: (الصحفي م.ك)
- صالح الإسكندراني: (السفرجي)
- ميمي جمال: (الخائنة)

## فريق العمل
- إخراج: حسن الصيفي
- قصة: أبو السعود الإبياري
- سيناريو: حسن الصيفي
- حوار: أبو السعود الإبياري، حسن الصيفي
- مدير التصوير: علي حسن
- مونتاج: حسين عفيفي
- إنتاج: أفلام العالم الجديد (مصطفى حسن)
- توزيع: منتخبات بهنا فيلم